# Глория Белл
«Глория Белл» (англ. Gloria Bell) — фильм 2018 года режиссёра и сценариста Себастьяна Лелио. Является ремейком фильма «Глория» 2013 года также снятым Лелио. Премьера состоялась на Кинофестивале в Торонто 7 сентября 2018 года.

## Сюжет
Глория развелась около десяти лет назад, её двое детей уже выросли и живут своей жизнью. Она встречает Арнольда, бывшего офицера морских сил, работающего инструктором по пейнтболу, который также разведён и имеет двоих детей.

## Актёрский состав
- Джулианна Мур — Глория Белл
- Джон Туртурро — Арнольд
- Майкл Сера — Питер
- Карен Писториус — Энн
- Брэд Гарретт — Дастин
- Джинн Трипплхорн — Фиона
- Рита Уилсон — Вики
- Шон Эстин — Джереми
- Холланд Тейлор — Хиллари Белл
- Аланна Юбак — Вероника
- Барбара Зукова — Мелинда
- Крис Малки — Чарли
- Касси Томсон — Вирджиния
- Тайсон Риттер — сосед
- Джесси Эрвин — Тео

## Критика
Фильм получил положительные оценки кинокритиков. На сайте Rotten Tomatoes фильм имеет рейтинг 100 % на основе 14 рецензий критиков со средней оценкой 7,4 из 10. На сайте Metacritic фильм получил оценку 89 из 100 на основе 7 рецензий, что соответствует статусу «всеобщее признание».